# Jehan Grisel
Pour les articles homonymes, voir Grisel.
Jehan Grisel, né en 1567 à Rouen et mort en 1622, est un poète français.

## Biographie
Jehan Grisel est l’auteur d’un poème curieux intitulé Martiales Visions, ou Les Premières Œuvres poétiques de Jehan Grisel, dédiées au très chrestien roy de France et de Navarre Henry IV qui contient une narration historique jusqu’en 1599 de toutes les actions de ce prince auquel il est dédié.
Grisel donna encore un recueil de poésies ayant pour titre Amours et fut l’un des concurrents les plus heureux et les plus assidus des concours de l’Académie de Palinods de Rouen, où il obtint plusieurs prix de 1603 à 1615 pour des stances, des ballades, des odes, des chants royaux, etc.

## Œuvres
- Les Premières Œuvres poétiques de Jehan Grisel, rouennois, Rouen, Raphaël Du Petit-Val, 1599[1].

## Pour approfondir